# James E. Ferguson
James Edward "Pa" Ferguson, född 31 augusti 1871 i Bell County, Texas, död 21 september 1944 i Austin, Texas, var en amerikansk politiker. Han var den 26:e guvernören i Texas 1915–1917. Efter sin egen politiska karriär deltog han i hustrun Miriam A. Fergusons politiska kampanjer. Han var guvernörens make (First Gentleman of Texas) 1925–1927 och 1933–1935. Texasborna kallade guvernörsparet "Ma" och "Pa" Ferguson; James E. Ferguson var också känd som "Farmer Jim".
Tolv år gammal kom Ferguson till den förberedande skolan Salado College men relegerades på grund av olydnad. I sextonårsåldern lämnade han Texas för ett kringvandrande liv och prövade flera olika arbeten, bland annat på en ranch. Efter återkomsten till Texas studerade han juridik i Bell County. Den 31 december 1899 gifte han sig med Miriam A. Wallace. År 1903 blev han stadsåklagare i Belton och gjorde sedan karriär inom bankbranschen.
Demokraten Ferguson vann guvernörsvalet i Texas 1914 med omval två år senare. Han profilerade sig som en motståndare till alkoholförbud. Som guvernör råkade han i konflikt med University of Texas. Då han inte fick vissa universitetslärare avsatta från sina ämbeten, utnyttjade han sin vetorätt för att förhindra finansieringen för University of Texas. Delstatens senat avsatte honom den 25 augusti 1917 och viceguvernör William P. Hobby tillträdde guvernörsämbetet. Ferguson inte bara avsattes utan förbjöds att ställa upp i val som gällde ämbeten i delstaten Texas.
Ferguson lämnade demokraterna för sin kampanj i presidentvalet i USA 1920. I presidentvalet fick han sitt namn på valsedeln endast i Texas där han fick 9,86 % av rösterna (0,18 % i hela USA). Tack vare sin prestation i Texas kom han på sjätte plats i presidentvalet.
Ferguson återvände sedan till demokraterna och försökte 1922 vinna partiets nominering till USA:s senat. Earle B. Mayfield, en förespråkare för alkoholförbud som Fergusons anhängare kallade "Ku Klux Klan-kandidaten", besegrade Ferguson i primärvalets andra omgång.
Ferguson stödde hustrun Miriam i guvernörsvalet 1924. Valet gällde ett delstatligt ämbete som "Pa" Ferguson inte fick kandidera för. En annan kvinnlig kandidat, Nellie Tayloe Ross, vann samtidigt guvernörsvalet i Wyoming 1924. Då "Ma" Ferguson tillträdde guvernörsämbetet den 20 januari 1925 hade Ross hunnit bli den första kvinnliga guvernören i USA:s historia femton dagar tidigare. "Pa" Ferguson däremot hann bli först med att vara en man som var gift med en sittande guvernör (en första First Gentleman i USA:s historia) i och med att Ross var änka. "Ma" Ferguson förlorade guvernörsvalet 1926. "Pa" Ferguson var sedan kampanjchef för sin hustru i den misslyckade kampanjen 1930 innan "Ma" Ferguson lyckades med sin comeback i guvernörsvalet 1932.
"Pa" Ferguson avled 1944 och gravsattes på Texas State Cemetery i Austin.